# Taepyeong-dong, Daejeon
Taepyeong-dong (koreanska: 태평동) är en stadsdel i staden Daejeon i den centrala delen av Sydkorea, 
140 km söder om huvudstaden Seoul.  Den ligger i stadsdistriktet Jung-gu.

## Indelning
Administrativt är Taepyeong-dong indelat i:
| Namn    | Namn                 | Yta km² | Invånare 31 dec 2020 |
| ------- | -------------------- | ------- | -------------------- |
| 태평1동 | Taepyeong 1(il)-dong | 0,70    | 14 033               |
| 태평2동 | Taepyeong 2(i)-dong  | 1,02    | 27 034               |